# Dreta Regional Agrària
La Dreta Regional Agrària (DRA) era la branca a les comarques d'Alacant i Castelló de la Dreta Regional Valenciana (DRV), partit polític valencià de la dècada del 1930 que estava integrat a la Confederació Espanyola de Dretes Autònomes (CEDA), tot i que no compartia el seu clericalisme i la demagògia social. Força actiu durant la Segona República Espanyola, defensava l'accidentalisme de les formes polítiques, raó per la qual fou titllada, com la CEDA, d'antirepublicana. Per aquest motiu, en produir-se el cop d'estat del 18 de juliol de 1936 que va donar lloc a la guerra civil espanyola, tot i que el partit va manifestar la seua lleialtat a les autoritats republicanes, els seus membres foren perseguits per les milícies i molts d'ells foren «passejats».
A les comarques d'Alacant el seu president era Sebastián Cid, el seu secretari Rafael Alberola Herrera i el cap de les joventuts Andrés Navarro. Altres dirigents importants foren Ambrosio Luciáñez Riesco, Carlos Fabra Andrés, Eusebio Escolano Gonzalvo, Francisco Torices Rico i Manuel Pérez Mirete. Va obtenir tres diputats a les eleccions generals espanyoles de 1933 i dos a les 1936. Molts dels membres de les seues joventuts es van integrar a la Falange Española durant la guerra civil.
A les comarques de Castelló destacaren com a dirigents Ignasi Villalonga i Antonio Martí que van ser diputats al congrés espanyol.